# Rondeletia aurantiaca
Rondeletia aurantiaca är en måreväxtart som beskrevs av Ignatz Urban och Erik Leonard Ekman. Rondeletia aurantiaca ingår i släktet Rondeletia och familjen måreväxter. Inga underarter finns listade i Catalogue of Life.